# Kínai tobzoska
A kínai tobzoska (Manis pentadactyla) az emlősök (Mammalia) osztályának tobzoskák (Pholidota) rendjébe, ezen belül a tobzoskafélék (Manidae) családjába tartozó faj.
Nemének a típusfaja.

## Előfordulása
A kínai tobzoska előfordulási területe Észak-India, Nepál, Bhután, Banglades, Mianmar, Észak-Indokína, Tajvan, a Rjúkjú-szigetek (főleg Okinava), valamint Kína déli részei, beleértve Hajnant is.
Mára már erősen lecsökkentek az állományai; élőhelyének elvesztése és az orvvadászata sem hagy alá, emiatt ez az állatfaj a súlyosan veszélyeztetett fajok közé került.

## Alfajai
- Manis pentadactyla auritus	(Hodgson, 1836) - az elterjedési terület java részén, az ázsiai kontinensen él
- Manis pentadactyla pentadactyla (Linnaeus, 1758) - Tajvan szigetén él
- Manis pentadactyla pusilla	(J. Allen, 1906) - Hajnan szigetén él

## Megjelenése
Mint minden tobzoska, a kínai tobzoska is úgy néz ki, mint egy pikkelyes hangyászféle. A fej-testhossza körülbelül 40-58 centiméter, farokhossza 25-38 centiméter és testtömege 2-7 kilogramm. Testét 18 sornyi pikkely fedi; a pikkelyek között szőrök vannak. A kis feje, keskeny nyújtott pofában végződik. A fülei igen kicsik. Színezete szürkésbarnás.

## Életmódja
Főleg éjszaka tevékeny. A rovarokból, főleg hangyákból és termeszekből álló táplálékát egyaránt keresheti az avarban, de a fákon is. Mindenféle erdőben jól érzi magát, úgy a fenyvesekben, mint a lombhullatókban vagy a bambuszosokban is. Mezőkön és kultúrtájakon is észre lehet venni.

## Szaporodása
A szaporodási időszaka április-májusban van. A nőstény egyszerre, csak egy utódnak ad életet. A kis tobzoska születésekor 93 grammos. A kicsinek a pikkelyei az első két napban még puhák.

## Fordítás
- Ez a szócikk részben vagy egészben  a   Chinese pangolin című angol Wikipédia-szócikk ezen változatának fordításán alapul.  Az eredeti cikk szerkesztőit annak laptörténete sorolja fel. Ez a jelzés csupán a megfogalmazás eredetét és a szerzői jogokat jelzi, nem szolgál a cikkben szereplő információk forrásmegjelöléseként.